# Ernest Sterckx
Ernest Sterckx, nacido el 1 de diciembre de 1922 en Westerlo y fallecido el 3 de febrero de 1975 en Lovaina, fue un ciclista belga. Fue profesional de 1943 a 1958 y ganó la Flecha Valona y la París-Bruselas en 1947, la Vuelta a Bélgica en 1949, y el Omloop Het Nieuwsblad en 1952, 1953, 1956.

## Palmarés
| 1944 - Tour de Limburgo 1946 - Gante-Wevelgem 1947 - Flecha Valona - París-Bruselas - Bruselas-Ingooigem 1948 - 3º en el Campeonato de Bélgica en Ruta - De Drie Zustersteden 1949 - Vuelta a Bélgica - Nokere Koerse | 1950 - Schaal Sels 1951 - Scheldeprijs Vlaanderen 1952 - Omloop Het Nieuwsblad 1953 - Omloop Het Nieuwsblad - 2 etapas de la Vuelta a Bélgica 1955 - Tour de Limburgo 1956 - Omloop Het Nieuwsblad - 1 etapa de A través de Flandes |

## Resultados

### Clásicas, Campeonatos y JJ. OO.
| Carrera               | Carrera               | 1943 | 1944 | 1945 | 1946 | 1947 | 1948 | 1949 | 1950 | 1951 | 1952 | 1953 | 1954 | 1955 | 1956 | 1957 |
| --------------------- | --------------------- | ---- | ---- | ---- | ---- | ---- | ---- | ---- | ---- | ---- | ---- | ---- | ---- | ---- | ---- | ---- |
| Omloop Het Nieuwsblad | Omloop Het Nieuwsblad | X    | X    | —    | —    | —    | 15.º | 6.º  | 11.º | 12.º | 1.º  | 1.º  | 5.º  | —    | 1.º  | 21.º |
|                       | Milan San Remo        | —    | X    | X    | —    | —    | —    | 8.º  | —    | —    | —    | —    | —    | —    | —    | —    |
| Gante-Wevelgem        | Gante-Wevelgem        | X    | X    | —    | 1.º  | —    | —    | —    | —    | —    | —    | —    | 3.º  | 9.º  | 9.º  | —    |
|                       | Tour de Flandes       | —    | —    | —    | —    | —    | —    | 4.º  | —    | —    | —    | —    | —    | 13.º | 9.º  | —    |
| Scheldeprijs          | Scheldeprijs          | 7.º  | X    | X    | 2.º  | —    | —    | 3.º  | 3.º  | 1.º  | 3.º  | —    | 3.º  | —    | —    | —    |
|                       | París-Roubaix         | —    | —    | —    | —    | —    | —    | 26.º | —    | —    | —    | 39.º | —    | 6.º  | —    | —    |
| Flecha Valona         | Flecha Valona         | 5.º  | —    | —    | —    | 1.º  | —    | —    | —    | —    | —    | —    | —    | —    | —    | —    |
|                       | Lieja-Bastoña-Lieja   | —    | X    | —    | —    | —    | —    | —    | —    | 8.º  | 21.º | —    | —    | —    | —    | —    |
| París-Tours           | París-Tours           | —    | 10.º | —    | —    | —    | —    | —    | —    | —    | —    | —    | —    | —    | —    | —    |
| Mundial en Ruta       | Mundial en Ruta       | X    | X    | X    | —    | Ab.  | Ab.  | —    | —    | —    | —    | —    | —    | —    | —    | —    |
| Bélgica en Ruta       | Bélgica en Ruta       | X    | —    | —    | —    | —    | 3.º  | —    | —    | 8.º  | —    | —    | —    | 4.º  | —    | 11.º |